# Thecosomata
Thecosomata é uma subordem de moluscos opistobrânquios holoplanctónicos pertencente ao grupo (antes considerada uma classe de moluscos) Pteropoda ou “borboletas-marinhas”, ao qual pertencem também os Gymnosomata. Esse nome deriva das “asas” em que está transformado o pé destes diminutos moluscos.
Os Thecosomata têm uma concha calcária, que pode ser externa, nos Euthecosomata, ou interna, reduzida ou gelatinosa, nos Pseudothecosomata. Têm um importante papel no ecossistema oceânico, uma vez que, em virtude da sua abundância são importantes predadores, embora o façam apenas segregando uma “rede” de muco com a qual capturam as suas presas. Depois de mortos são igualmente importantes, também pela sua abundância, uma vez que as suas conchas se depositam no fundo do oceano, formando grandes depósitos de sedimento de origem orgânica.

## Taxonomia

### Ponder & Lindberg
A classificação tradicional desta ordem era:
Order Thecosomata de Blainville, 1824
- Infraordem Euthecosomata
  - Superfamília Limacinoidea
    - Família Limacinidae de Blainville, 1823

  - Superfamília Cavolinioidea
    - Família Cavoliniidae H. and A. Adams, 1854
    - Família Clioidae
    - Família Creseidae
    - Família Cuvierinidae
    - Família Praecuvierinidae
- Infraorder Pseudothecosomata
  - Superfamília Peraclidoidea
    - Família Peraclidae Tesch, 1913

  - Superfamília Cymbulioidea
    - Família Cymbuliidae Gray, 1840
    - Família Desmopteridae Dall, 1921

### Bouchet & Rocroi
Na nova taxonomia dos gastrópodes (Bouchet & Rocroi, 2005), os Thecosomata são tratados de maneira diferente:
Clade Thecosomata : 
- Superfamília Cavolinioidea  Gray, 1850  ( = Euthecosomata)
  - Família Cavoliniidae  Gray, 1850 (1815) 
    - Subfamília Cavoliinae   Gray, 1850 (1815)  (anteriormente Hyalaeidae  Rafinesque, 1815 )
    - Subfamília Clioinae  Jeffreys, 1869  (anteriormente Cleodoridae  Gray, 1840  - nomen oblitum)
    - Subfamília Cuvierininae  van der Spoel, 1967  (anteriormente : Cuvieriidae  Gray, 1840  (nom. inv.); Tripteridae  Gray, 1850 )
    - Subfamília Creseinae Curry, 1982 

  - Família Limacinidae  Gray, 1840  (anteriormente : Spirialidae  Chenu, 1859 ; Spiratellidae  Dall, 1921 )
  - † Família Sphaerocinidae  A. Janssen & Maxwell, 1995
- Superfamília Cymbulioidea  Gray, 1840  ( = Pseudothecosomata)
  - Família Cymbuliidae  Gray, 1840 
    - Subfamília Cymbuliinae  Gray, 1840 
    - Subfamília Glebinae  van der Spoel, 1976 

  - Família Desmopteridae  Chun, 1889 
  - Família Peraclidae  Tesch, 1913  (anteriormente Procymbuliidae  Tesch, 1913